# Neak Pean
Neak Pean – sztuczna wyspa oraz położona na niej świątynia buddyjska, znajdująca się na terenie kompleksu Angkor pośrodku Baraju Dżajatataka. Zbudowana przez króla Imperium Khmerskiego Dżajawarmana VII. 